# Gale Henry
Gale Henry, geboren als Gale Trowbridge (Bear Valley, 15 april 1893 – Palmdale, 17 juni 1972), was een Amerikaanse komiek en actrice.
Henry begon haar carrière als zangeres in Los Angeles. Tussen 1914 en 1933 acteerde ze in 238 films, vooral stomme slapstickkomedies. Circa 1920 maakte ze haar eigen films, waarna ze meer bijrollen kreeg. Eind jaren 20 maakte ze een comeback als hoofdactrice in films met Charley Chase.
Samen met haar tweede echtgenoot Henry East richtte ze honden af om in films mee te spelen.
- Biblioteca Nacional de España: XX4604055
- Bibliothèque nationale de France: cb161828355 (data)
- International Standard Name Identifier: 0000 0001 1560 9423
- Library of Congress Control Number: n88226160
- Nationale Bibliotheek van Israël: 987007429016305171
- SNAC: w6jj758m
- Virtual International Authority File: 16330321
- WorldCat: E39PBJkMM4mKPV9F4twry6t3Qq